# Emma Appleton
Pour les articles homonymes, voir Appleton.
Emma Appleton, née en décembre 1991 à Witney (Oxfordshire), est une actrice britannique.

## Biographie
Emma Jill Appleton est née et a grandi à Witney, dans le comté d'Oxfordshire, en Angleterre et a fréquenté l'école primaire West Witney, puis l'école Wood Green.

## Carrière
N'ayant pas pour objectif de continuer ses études, elle se tourne vers le mannequinat et signe auprès d'une agence, ce qui lui permet de bien gagner sa vie à l'époque. Elle pose notamment  pour Converse, Victoria Beckham, The Kooples, Margaret Howell et Daks.
À ses 19 ans, son agent lui propose une audition pour le court-métrage Dreamlands de Sara Dunlop. Sélectionné au Festival de Cannes, cette expérience lui permet de se faire connaître en tant qu'actrice et d'arrêter le mannequinat presque immédiatement. À la suite de cette expérience, elle joue dans plusieurs séries télévisées : le thriller Clique (en) (BBC Three), le thriller d'espionnage de la guerre froide Traitors (Channel 4) et un rôle récurrent dans The Witcher (Netflix).
En 2021, elle est annoncée au casting de la série télévisée Everything I Know About Love, adaptation du roman du même nom de l'auteure Dolly Alderton. Elle tient l'un des deux rôles principaux aux côtés de Bel Powley.

## Filmographie

### Cinéma
- 2018 : La Nonne de Corin Hardy : Elena (non créditée)
- 2021 : La Dernière Lettre de son amant d'Augustine Frizzell : Hannah
- 2022 : Lola d'Andrew Legge : Thomasina

### Télévision

#### Séries télévisées
- 2017 : Clique (en) : Fay Brookstone (6 épisodes)
- 2017 : Grantchester : Sally
- 2017 : The End of the F***ing World : Kelly
- 2018 : Genius : Germaine (2 épisodes)
- 2019 : Traitors : Feef Symonds (6 épisodes)
- 2019 : The Witcher : Renfri (2 épisodes)
- 2021 : Intergalactic (en) : Mya Miller (2 épisodes)
- 2022 : Pistol : Nancy Spungen (mini-série)
- 2022 : Everything I Know About Love : Maggie (7 épisodes)
- 2022 : The Killing Kind : Ingrid Lewis (rôle principal)

## Voix francophones
En version française, Olivia Luccioni est la voix la plus régulière d'Emma Appleton, doublant l'actrice dans The Witcher, Pistol et Everything I Know About Love.
À titre exceptionnel, elle est doublée par Marion Huguenin dans The End of the F***ing World, Émilie Marié dans Genius, Jessica Monceau dans Traitors, Chloé Renaud dans Intergalactic (en) et Audrey D'Hulstère dans The Killing Kind (en).